# 青年の肖像 (ロット、ベルリン)
『青年の肖像』（せいねんのしょうぞう、伊: Ritratto di giovane）は、 「L. Lotuspict」と署名された、ロレンツォ・ロットによるカンヴァス上の油彩画である。 1526年ごろとされる制作年は、画家がベルガモからヴェネツィアに戻った直後に制作された他の作品との様式的類似性に基づいている。現在、ベルリンの絵画館に所蔵されている。
本作は、ヴィンチェンツォ・ジュスティニアーニ侯爵のコレクションの1638年の目録に登場する。 1815年、パリの美術商フェレオル・ボンヌメゾンを通して、プロシアのフリードリヒ・ヴィルヘルム3世に売却された。古い目録では、前景には本来、大理石の欄干があったが、わかっていない時期に取り除かれ、2本の指先の痕が残っていたと記録されている。その痕は男性の衣装に同化させるために黒く塗られていたが、後の修復で発見された。背景部分の架空のカーテンは、おそらくヴェネツィアの干潟などの海の景色を垣間見せている。